# Episemion
Episemion is een monotypisch geslacht van straalvinnige vissen uit de familie van de killivisjes (Nothobranchiidae).

## Soort
- Episemion krystallinoron Sonnenberg, Blum & Misof, 2006